# Молчановка (Киевская область)
Молча́новка (укр. Мовчанівка) — село в Сквирском районе Киевской области Украины.

## География
Село расположено на реке Злодеевке. Занимает площадь 2,08 км².

## Население
Численность населения Молчановки по данным переписи 2001 года составляла 450 человек.

## Местный совет
Молчановка — административный центр Молчановского сельского совета.
Адрес местного совета: 09043, Киевская обл., Сквирский р-н, с. Молчановка, ул. Садовая, 1.